# Saison 1 de Merlin
 (mars 2013).
Si vous disposez d'ouvrages ou d'articles de référence ou si vous connaissez des sites web de qualité traitant du thème abordé ici, merci de compléter l'article en donnant les références utiles à sa vérifiabilité et en les liant à la section « Notes et références ».
Chronologie
Saison 2
Cet article présente les treize épisodes de la première saison de la série télévisée britannique Merlin.

## Généralités
L'histoire est basée sur la vie fictive du magicien Merlin et du Prince Arthur à Camelot. La magie est devenue interdite et hors-la-loi aux yeux du roi Uther Pendragon père d'Arthur. Malgré cela, Merlin se doit de protéger Arthur par tous les moyens moraux pour qu'il puisse devenir un jour un grand roi car tel est le destin de Merlin…
Au Royaume-Uni et en France, sa diffusion est annoncée pour tous publics.

## Synopsis
Le jeune magicien Merlin arrive dans la ville légendaire de Camelot, envoyé par sa mère auprès du médecin du roi, le sage Gaius. Dans ce royaume fantastique fait de bêtes mythiques et de personnages mystérieux, les pouvoirs de Merlin doivent rester secrets, car la magie a été bannie du royaume par le roi Uther Pendragon. Merlin fait la connaissance du prince Arthur, fougueux et têtu ; tout les éloigne et pourtant, Merlin va vite découvrir que leurs destins sont intimement liés. Dès lors, Merlin se sert de ses talents pour révéler au grand jour les secrets mystiques de Camelot.

## Distribution

### Acteurs principaux
- Colin Morgan (VF : Brice Ournac) : Merlin, jeune sorcier tentant de garder secrets ses pouvoirs
- Bradley James (VF : Damien Witecka) : Prince Arthur, futur roi de Camelot
- Richard Wilson (VF : Patrick Préjean) : Gaïus, médecin de la cour de Camelot et l'un des rares à connaître le secret de Merlin
- Anthony Head (VF : Thierry Hancisse) : Uther Pendragon, père d'Arthur et roi de Camelot
- Angel Coulby (VF : Véronique Desmadryl) : Guenièvre, servante et amie de Morgane, fille du forgeron
- Katie McGrath (VF : Adeline Moreau) : Morgane, pupille d'Uther Pendragon
- John Hurt (VF : Vincent Grass) : Voix originale du Grand Dragon, mentor de Merlin et l'un des rares à connaître son secret

### Acteurs secondaires
- Santiago Cabrera : Lancelot du Lac
- Asa Butterfield : Mordred
- Michelle Ryan : Nimue

## Liste des épisodes

### Épisode 1:L'Appel du Dragon
- Royaume-Uni : 20 septembre 2008 sur BBC One
- France : 11 avril 2009 sur Canal+ Family et le 23 novembre 2010 sur NRJ 12
- Québec : 11 novembre 2009 sur V
- Suisse : 7 avril 2012 sur RTS Un[2]

- Royaume-Uni : 7,15 millions de téléspectateurs (première diffusion)

- Eve Myles (Mary Collins/ Dame Hélène)
- Caroline Faber (Hunith)
- Ed Coleman (Morris)
- Louise Dylan (Bronwen)
- Gary Oliver (Gregory)

Merlin adolescent est envoyé par sa mère à Camelot, afin de démarrer son apprentissage de jeune sorcier dans un royaume interdit de magie par le médecin de la cour Gaius. A son arrivée, il assiste à l'exécution d'un homme accusé de sorcellerie par le roi, Uther Pendragon. Arrive alors une vieille femme hideuse, la mère du condamné, semble-t-il elle-même sorcière, qui clame envers le roi une promesse de vengeance ("Un fils pour un fils !") avant de disparaître dans un grand nuage de fumée.
Merlin au lieu de faire profil bas comme conseillé par Gaius, provoque à deux reprises Arthur le fils du roi. Pendant ce temps-là, la sorcière tue puis prend les traits de Dame Hélène, une chanteuse qui doit venir faire une prestation au château.
Plusieurs nuits durant Merlin entend une voix venant des profondeurs du château, il y découvre la grotte du Grand Dragon, qui lui annonce son destin de protéger Arthur jusqu'à ce qu'il devienne roi et qu'il unisse les terres d'Albion. Il fait ensuite la rencontre de Guenièvre alors servante au château et de Morgane, la pupille du roi.
Lors d'une fête, la sorcière sous les traits de Dame Hélène jette un sort d'endormissement sur les invités. Merlin résiste au sort et parvient à l'empêcher à deux reprises de poignarder Arthur. Au réveil de tous, la sorcière est démasquée et Merlin est récompensé par un poste de valet au service du prince Arthur.
Gaius fier de Merlin, lui donne un livre de magie qu'il a lui même utilisé durant sa jeunesse.

### Épisode 2:Le Chevalier Valiant
- Royaume-Uni : 27 septembre 2008 sur BBC One
- France : 11 avril 2009 sur Canal+ Family et le 23 novembre 2010 sur NRJ 12
- Québec : 18 novembre 2009 sur V
- Suisse : 7 avril 2012 sur RTS Un

- Royaume-Uni : 5,4 millions de téléspectateurs (première diffusion)

- Will Mellor (Valiant)
- Andy Linden (Devlin)
- Nicholas Gasson (Steward)
- Keith Thorne (Sir Ewan)
- Ed Coleman (Morris)

Au château de Camelot est organisé un tournoi annuel, où Arthur est le champion en titre. Un des chevaliers invités, Sir Valiant, a une arme secrète magique : un bouclier dont les serpents peints peuvent venir à la vie et attaquer son adversaire. 
Merlin le découvre et le raconte Arthur afin de le protéger lors du prochain combat. Arthur accuse alors Valiant de tricherie devant la cour, mais celui-ci arrive à achever le chevalier, victime des serpents (Sir Ewan), avant qu'il puisse témoigner.
Arthur, furieux d'avoir été humilié devant son père, le Roi, renvoie Merlin et se prépare pour son propre duel avec Valiant, attendant de mourir face aux serpents.
Après avoir rendu visite au Grand Dragon, Merlin décide de contrer la magie par la magie afin de révéler la manigance de Valiant. Celui-ci réussi et la supercherie est révélée au grand jour, mais Arthur réussi à neutraliser Valiant et ses serpents. Un banquet est donc célébrer en son honneur, Arthur accompagné au bras de Dame Morgane. 

### Épisode 3:L’Épidémie
- Royaume-Uni : 4 octobre 2008 sur BBC One
- France : 11 avril 2009 sur Canal+ Family et le 23 novembre 2010 sur NRJ 12
- Québec : 25 novembre 2009 sur V

- Royaume-Uni : 6,3 millions de téléspectateurs (première diffusion)

- David Durham (Tom)
- Michelle Ryan (Nimueh)
- Rick English (l'Addanc)

La sorcière Nimueh crée un monstre, elle façonne de la terre qu’elle place dans un œuf et  récite une incantation. Le monstre semble alors prendre vie. Nimueh le jette dans son chaudron rempli d'eau. Puis, arrivé dans la réserve d’eau de Camelot, l'œuf éclot.
Une épidémie mortelle se propage alors sur Camelot. Pour Merlin et Gaius la sorcellerie est la seule explication possible, ils coursent pour trouver un remède. Nobles comme simples paysans sont touchés par cette maladie et chaque jour de plus en plus de corps jonchent les sols de la cité. Gaius émet vite une hypothèse, si chaque personne quel que soit son rang est touchée par cette maladie, ils partagent forcément une chose en communs, c'est l'eau !
Envoyé par Uther, Arthur retourne chaque maison sans relâche, espérant trouver la moindre trace de sorcellerie. Entre-temps le père de Guenièvre est touché lui aussi, Merlin ne pouvant supporter la souffrance de la jeune servante décide d'utiliser ses pouvoirs pour le sauver. Une fois rétabli, Tom reprend sa forge, Arthur émet alors des soupçons sur cette guérison miraculeuse. La maison est alors fouillée et à la suite de la découverte d'un onguent magique sous l'oreiller de Tom, Guenièvre est arrêtée et condamnée à mort pour sorcellerie.
Merlin culpabilise, et décide de tout avouer au roi, mais Arthur ne croit pas en ses balivernes. Merlin est un idiot, il ne peut donc être un sorcier ! Il a agi par amour pour Gwen ! Gaius le résonne, ce n'est pas en prenant la place de Gwen dans les flammes qu'il pourra vaincre cette épidémie et l'innocenter.
Le médecin de la cour et Merlin descendent  dans les profondeurs du château, là où se trouve la source qui alimente la ville. Ils espèrent trouver un remède en analysant un échantillon de cette eau. Soudain surgit une bête affreuse ! En cherchant dans ses livres, Gaius découvre qu’il s’agit d’un addanc. Merlin va voir Grand Dragon afin qu’il puisse l'aider. Pour éliminer l’addanc, il faut réunir les deux éléments manquants. Celui-ci étant formé de terre et d’eau, il manque donc le feu et le vent pour le détruire.
S'aventurant dans les profondeurs de Camelot, Arthur, Morgane et Merlin partent à la recherche du monstre. Lorsqu’Arthur se trouve face à lui, il lui jette sa torche et Merlin fait venir du vent grâce à ses pouvoirs, la créature est hors d'état de nuire.

### Épisode 4:La Vengeance de Nimueh
- Royaume-Uni : 11 octobre 2008 sur BBC One
- France : 18 avril 2009 sur Canal+ Family et le 30 novembre 2010 sur NRJ 12
- Québec : 2 décembre 2009 sur V

- Royaume-Uni : 6,48 millions de téléspectateurs (première diffusion)

- Gary Oliver (Gregory)
- Paul Kynman (Sir Cador)
- Michelle Ryan (Nimueh)
- Clive Russell (Bayard)
- Jamie Kenna (le garde)

Profitant de l'arrivée du roi Bayard, Nimueh infiltre le château pour empoisonner Merlin. Seul Arthur pourra le sauver s'il arrive à temps. 

### Épisode 5:Lancelot
- Royaume-Uni : 18 octobre 2008 sur BBC One
- France : 18 avril 2009 sur Canal+ Family
- Québec : 9 décembre 2009 sur V

- Royaume-Uni : 5,37 millions de téléspectateurs (première diffusion)

- Michael Cronin (Geoffrey de Monmouth)
- Santiago Cabrera (Lancelot)

Merlin est sauvé de l'attaque d'un griffon par un chevalier inconnu, il l'aide par la suite…

### Épisode 6:Le Remède à tous les maux
- Royaume-Uni : 25 octobre 2008 sur BBC One
- France : 25 avril 2009 sur Canal+ Family
- Québec : 16 décembre 2009 sur V

- Royaume-Uni : 6 millions de téléspectateurs (première diffusion)

- Julian Rhind-Tutt (Edwin)
- Michael Cronin (Geoffrey de Monmouth)

Dame Morgane tombe gravement malade. Gaius n'arrive pas à la soigner. Mais un homme prétend avoir un remède à toutes les maladies…

### Épisode 7:Les Portes d’Avalon
- Royaume-Uni : 1er novembre 2008 sur BBC One
- France : 25 avril 2009 sur Canal+ Family et le 7 décembre 2010 sur NRJ 12
- Québec : 23 décembre 2009 sur V

- Royaume-Uni : 6,45 millions de téléspectateurs (première diffusion)

- Kenneth Cranham (Aulfric)
- Holliday Grainger (Sophia)
- Ben Adams (Bandit)
- Michael Jenn (Sidhe Elder)

Merlin apprend de Gaius que dame Morgane est sujette à de grands cauchemars. Mais ceux-ci pourraient être en fait des visions prémonitoires de devin… 

### Épisode 8:Le Début de la fin
- Royaume-Uni : 8 novembre 2008 sur BBC One
- France : 2 mai 2009 sur Canal+ Family et le 30 novembre 2010 sur NRJ 12
- Québec : 30 décembre 2009 sur V

- Royaume-Uni : 6,25 millions de téléspectateurs (première diffusion)

- Alun Raglan (Cerdan)
- Asa Butterfield (Mordred)
- Michael Burgess (Marchand)
- Jamie Kenna (Garde #1)
- Christian Bradley (Garde #2)
- Trevor Sellers (Iseldir)

Un jeune druide s'est fait capturer. Merlin entre en contact avec lui par télépathie et décide de l'aider avec l'aide de Morgane…

### Épisode 9:Excalibur
- Royaume-Uni : 15 novembre 2008 sur BBC One
- France : 2 mai 2009 sur Canal+ Family et le 30 novembre 2010 sur NRJ 12
- Québec : 6 janvier 2010 sur V

- Royaume-Uni : 6,47 millions de téléspectateurs (première diffusion)

- Michelle Ryan (Nimueh)
- Rick English (Le chevalier noir)
- Christopher Fairbank (The Black Knight)
- Michael Cronin (Geoffrey de Monmouth)
- Kyle Redmond-Jones (Sir Owain)
- Sean Francis (Sir Pellimor)

Un chevalier noir vient réclamer vengeance contre Uther. Il est masqué, mais le roi reconnait en lui un homme qu'il a vaincu en combat à mort il y a plusieurs années; celui-ci défie les chevaliers un par un et finit par défier Arthur. Pour sauver sa vie, Merlin doit trouver une arme capable de tuer un mort… 

### Épisode 10:La Vérité
- Royaume-Uni : 22 novembre 2008 sur BBC One
- France : 9 mai 2009 sur Canal+ Family et le 7 décembre 2010 sur NRJ 12
- Québec : 13 janvier 2010 sur V

- Royaume-Uni : 7,03 millions de téléspectateurs (première diffusion)

- Caroline Faber (Hunith)
- Alexander Siddig (Kanan)
- Joseph Dempsie (William)
- Jonathan Aris (Matthew)

Le village d'origine de Merlin est attaqué, et Uther refuse d'intervenir. Le jeune sorcier décide de retourner sur ses terres…

### Épisode 11:Le Labyrinthe
- Royaume-Uni : 29 novembre 2008 sur BBC One
- France : 9 mai 2009 sur Canal+ Family et le 14 décembre 2010 sur NRJ 12
- Québec : 20 janvier 2010 sur V

- Royaume-Uni : 6,71 millions de téléspectateurs (première diffusion)

- Frank Finlay (Anhora)
- Richard Riddell (Evan)

Parce qu'Arthur a tué une licorne, Camelot est maudit. Le prince doit donc trouver un moyen de se racheter…

### Épisode 12:Le Complot
- Royaume-Uni : 6 décembre 2008 sur BBC One
- France : 16 mai 2009 sur Canal+ Family
- Québec : 27 janvier 2010 sur V

- Royaume-Uni : 6,31 millions de téléspectateurs (première diffusion)

- Cal Macaninch (Tauren)
- David Durham (Tom)

Le père de Gwen est arrêté et condamné à mort pour avoir aidé un sorcier. Malgré les protestations de Merlin et Morgane, Uther reste ferme…

### Épisode 13:La Mort d'Arthur
- Royaume-Uni : 13 décembre 2008 sur BBC One
- France : 16 mai 2009 sur Canal+ Family
- Québec : 3 février 2010 sur V

- Royaume-Uni : 6,27 millions de téléspectateurs (première diffusion)

- Caroline Faber (Hunith)
- Michelle Ryan (Nimueh)

Lors d'une partie de chasse, Arthur, Merlin et les chevaliers se font attaquer par une monstrueuse créature magique. Fuyant vers le château à la suite de la mort de l'un de ses combattants, Arthur avertit la cour de la présence de cette bête dans la foret. D'après la description donnée, Gaius reconnait la créature comme étant la bête glatissante, liée à notre destin; si l'on est mordue par celle-ci, on mourra automatiquement. Uther décide de ne pas tenir compte des avertissements de Gaius et envoie son fils accompagné de Merlin et des autres chevaliers tuer la bête. Seule Morgane craint cela. En effet, ses rêves deviennent de plus en plus réalistes et elle défend Arthur d'y aller mais en vain. Lors de la bataille, Arthur s'évanouit à la suite de sa confrontation avec le monstre et Merlin se charge de le tuer. C'est alors qu'il s'agenouille au côté d'Arthur et il constate que ce dernier a été blessé. De retour à Camelot, Uther comprend son erreur et veille sur son fils. Merlin désemparé, utilise ses dons pour guérir Arthur mais aucun ne fonctionne. Il va donc chercher conseils auprès du grand dragon Kilgharrah. Celui-ci lui apprend qu'un seul moyen existe pour soigner le prince mais que le coût à payer sera cher. Il doit se rendre sur l'île fortunée, un lieu où a régné, règne et régnera toujours l'ancien culte. Merlin en informe Gaius mais, il s'avère qu'il connaissait déjà cette possibilité. Il n'en avait pas parlé à Merlin car il savait que seul l'échange d'une vie peut permettre la guérison d'Arthur. En effet, pour que l'équilibre soit maintenu, une vie doit être sacrifiée pour qu'une vie voit le jour et vice-versa.
Merlin se rend donc sur l'île fortunée et y rencontre Nimueh; la sorcière ayant permis la naissance d'Arthur et ayant entraîné la mort de sa mère déclenchant ainsi la haine d'Uther envers la magie. Cette dernière avertit Merlin du prix à payer pour guérir Arthur et celui-ci promet de s'en acquitter. Elle brandit donc la coupe de vie, la remplit grâce à l'eau de pluie, et en verse dans une fiole. Merlin repart avec pour Camelot.
Arrivés au royaume, Merlin et Gaius font boire Arthur et ce dernier se remet rapidement. La nuit commence à tomber et Merlin s'endort en pensant à sa mort prochaine. "Malheureusement, il s'est trompé". En effet, le lendemain, Merlin s'aperçoit qu'il est sain et sauf. Il a à peine le temps de s'en réjouir qu'il voir Gaius au côté de sa propre mère à l'agonie. Il réalise que Nimueh l'a "dupé". Il retourne voir Kilgharrah et l'accuse de ne pas l'avoir informé de cela. Le grand dragon lui répond qu'il l'avait prévenu mais Merlin reste sourd à ses protestations. Le grand dragon lui explique qu'Arthur doit rester en vie car ce sera seulement sous son règne que la magie sera acceptée. Merlin comprend alors que Kilgharrah désire juste sa liberté et qu'il l'obtiendra quand Arthur sera roi. Merlin prend alors la décision de retourner sur l'île fortunée et d'offrir sa vie en échange de celle de sa mère. Gaius ne pouvant l'accepter, part durant la nuit pour se sacrifier à la place de Merlin. À l'aube, Merlin aperçoit le lit vide de Gaius et trouve une lettre de celui-ci. Il l'informe qu'il ne peut le  laisser sacrifier sa vie, qu'il est trop jeune et que son destin est de veiller sur Arthur. Merlin ne perd pas une seconde et part pour l'île. Une fois sur place, Merlin découvre Gaius inconscient au pied d'un autel et Nimueh se tenant à ses côtés. Merlin la défie et un combat s'engage alors. Nimueh envoie à Merlin une boule de feu qui l'atteint en plein dans la poitrine. Nimueh le croit mourant et commence à se retirer. Merlin se relève alors et dans une grande démonstration de ses pouvoirs, déclenche un orage ainsi qu'un éclair qui foudroie Nimueh. Cette dernière explose alors. Elle est morte, décimée. Merlin se rend au côté de Gaius inerte et se met à pleurer. C'est alors que Gaius recouvre la vie et Merlin comprend alors que Nimueh étant morte, l'équilibre de la vie est ainsi maintenu.   

## Audiences
Au Royaume-Uni, la saison 1 est diffusée à 19h30 sur la chaîne BBC One, à raison d'un épisode par semaine. Le premier épisode comptabilise 6 650 000 téléspectateurs pour 30% de parts de marché et une deuxième place au classement des programmes les plus vus de la soirée,
Aux États-Unis, le premier épisode a attiré 5 350 000 téléspectateurs, lui permettant d'atteindre la 2e place de la soirée,. Le nombre de téléspectateurs a ensuite diminué. Le dernier épisode a attiré 3 920 000 téléspectateurs. La série a enregistré une moyenne de 4,17 millions de personnes par soirée.
En France, c'est la chaîne NRJ12 qui a été la première à proposer la saison en clair à partir du 23 novembre 2010, à raison de 3 épisodes par soirée pour les trois premières. Le premier épisode est présenté comme un démarrage record avec 787 000 personnes devant leur écran à partir de 20h35. Le troisième a atteint 1 007 000 téléspectateurs. Les autres épisodes sont un succès. La saison 1 est rediffusée à partir du 7 avril 2011 à 20h35 sur la chaîne pour enfants Gulli, à raison de deux épisodes par soirée pour les 5 premières,. Les épisodes 1 et 2 sont regardés par 350 000 personnes en moyenne. Les trois derniers de la saison 1 comptent 357 000 téléspectateurs environ. En moyenne, la première saison a été suivie par 329 000 personnes.